# Llengües Vives
Llengües Vives fue una publicación que informaba sobre la actualidad lingüística del suroeste europeo. Centraba su interés en las lenguas galaico-portuguesa, asturiana, vasca, aragonesa, occitana y catalana. Era una publicación hexalingüe, coordinada desde Barcelona y contaba con una corresponsalía para cada lengua. 
En la primera etapa del proyecto –de 1996 a 2009- tuvo periodicidad bimestral y formato papel. Coordinado y editado por Frederic Perers, se llegaron a publicar 71 números. Aparte del editorial y de una sección para cada lengua, Llengües Vives tenía una agenda de actos, un vocabulario temático heptalingüe y un apartado para la opinión de los lectores. 
Llengües Vives promovió el Día Europeo de las Lenguas y editó dos recopilatorios musicales multilingües (Llengües vives del tercer mil•lenni y Llengües Vives 1996-2006). También participó en actos muy diversos, com las Jornadas de las Lenguas de Aragón o los Encuentros de entidades por la Lengua. Del número 57 al 71 la publicación incorporó la lengua sarda.  
En la segunda etapa -de 2009 a 2013-, el proyecto se reconvirtió en blog, impulsado por Iñaki Peña. La periodicidad se volvió semanal y los posts pasaron a ser pequeños monográficos dedicados rotativamente a una de las lenguas.

## Objetivos
Tenía como objetivos:
- Facilitar la conexión y el conocimiento mutuo entre los siete dominios lingüísticos minorizados del sudoeste de Europa.
- Difundir el proceso de normalización de las siete lenguas, de tal forma que las experiencias que de ellos se deriven sean aprovechadas en el resto de ámbitos lingüísticos para acortarles el camino hacia la plena normalidad.
- Denunciar las agresiones que sufren cada una de las comunidades por parte de los gobiernos, partidos y entidades estatales.
- Difundir las actividades del mundo cultural de cada ámbito.

## Historia
En 1993 Frederic Perers, editor de Llengües Vives, y fundador junto a Jaume Soler y Jordi Vàzquez, visita por primera vez el País Vasco y Galicia, cuya actualidad lingüística siguen de cerca. El trayecto hacia Galicia les lleva a descubrir por casualidad las lenguas aragonesa y asturiana. De vuelta a casa y ante las dificultades para conseguir información continuada y actualizada de estas lenguas –y también del occitano– se plantean la creación de una red que reúna a militantes lingüísticos de los seis territorios. Con este objetivo en 1994 fundan la asociación L6, Acció pro-Llengües y empieza a establecer los primeros contactos en los seis dominios lingüísticos. En 1995 L6 es inscrita en el Registro de Asociaciones de la Generalidad de Cataluña con el número 16.616.
Los fines de la entidad eran:1) Posibilitar el intercambio de opiniones, experiencias, estudios, documentación y todo lo relativo a las diversas lenguas del sudoeste europeo entre los diferentes miembros de cada comunidad lingüística. 2) Llevar a cabo proyectos encaminados a difundir la realidad plurilingüe del sudoeste europeo dentro y fuera de este territorio. 3) Dar apoyo a campañas en favor de la normalización del aragonés, asturiano, catalán, galaico-portugués, occitano y vasco. 4) Dar apoyo a campañas en favor de la oficialidad de las susodichas lenguas en la totalidad de sus respectivos ámbitos geográficos.
En 1996 miembros de L6 participaron activamente en actos y manifestaciones que tienen lugar en la mayoría de los seis dominios lingüísticos: Carrera en Arán por su lengua, Kilometroak, Día de las Letras Asturianas, el Aragonés en a carrera,…
El amplio territorio geográfico que abarcaba la asociación dificultaba enormemente su operatividad y la actividad de la entidad acaba concretándose básicamente en la edición del boletín Llengües Vives. El número 0 de la publicación se edita en julio de 1996. Pensado como una puerta de entrada a las seis lenguas, aquel primer número cuenta con la participación de los filólogos Isaac Alonso Estraviz, Lourdes Álvarez, Francho Nagore y Jacme Taupiac. El primer equipo estable de corresponsales de la publicación fue: João Aveledo, David Guardado, Imanol Miner, Chuan Carlos Bueno, Patric Milhet/Jacme Delmas, Jordi Lon.
En 1997 L6, representada por Frederic Perers y Jordi Vàzquez, se desplaza primero a Arbona (Pirineos Atlánticos, Francia) y, ambos junto a Jaume Soler, a Turri (Cerdeña, Italia) para participar en dos encuentros de jóvenes de naciones europeas sin estado y con lengua minorizada. En Huesca (España) L6 asiste al primer encuentro de estudios sobre la lengua aragonesa.
En 1998 Llengües Vives y el boletín Synergia-Bulletin about Western European Nations Without State, fundado por Jordi Vàzquez, impulsan una campaña para la modificación del artículo 2 de la Constitución francesa, que recibe el apoyo de la mayoría de las principales entidades occitanas, vascas y catalanas. Coincidiendo con el número 9 Llengües Vives edita un suplemento especial con motivo del segundo Día europeo de las lenguas minorizadas, que cuenta con la participación de las principales autoridades normativas de las seis lenguas: Maria do Carmo Henríquez Salido (Presidenta de la Associaçom Galega da Língua), Xosé Lluís García Arias (Presidente de la Academia de la Llingua Asturiana), Jean Haritschelhar (Presidente de la Real Academia de la Lengua Vasca), Francho Nagore (Presidente del Consello d'a Fabla Aragonesa), Joan Thomas (miembro del Institut d’Estudis Occitans), Joan Albert Argente (Presidente de la Sección Filológica del Institut d’Estudis Catalans).
En 1999 Llengües Vives participa en las jornadas de las lenguas de Aragón, organitzadas por la asociación Nogará.
En el año 2000 Llengües Vives edita el CD "Llengües vives del tercer mil·lenni", un trabajo discográfico editado con la colaboración de Esan Ozenki Récords que recopila una canción en cada una de las seis lenguas. Participan los grupos Nenos da revolta (Galicia), Mus (Asturias), Kashbad (Guipúzcoa), Mallacán (Aragón), Mescladissa (Occitania) y Tots sants (Cataluña).
En el 2004 Llengües Vives impulsa una campaña de promoción del Día europeo de las lenguas (26 de septiembre) instituido tres años antes por la UE con el objetivo de fomentar el aprendizaje de idiomas y la sensibilización de la ciudadanía sobre la diversidad lingüística y cultural del continente. Con la intención de dotar de más contenido este día, y sobre todo, de posibilitar que el gran público también tenga acceso –al menos una vez al año– a las lenguas minorizadas del sudoeste europeo, el boletín propone a los principales rotativos escritos en estas lenguas que promuevan esta jornada. Participan Les Noticies (Asturias), Avui (Barcelona), Berria (Guipúzcoa) y La Setmana (Occitania). A Nosa Terra (Galicia) participa de modo muy especial, encartando el número 44 de Llengües Vives al penúltimo número del mes de septiembre (la tirada del número 44 sobrepasa los 15.000 ejemplares).
En el 2005 Llengües Vives repite la campaña del año anterior, esta vez con la participación de "La Setmana" (Occitania) y "Qriterio" (Aragón). "L’Avanç" y "El Punt" (Cataluña) participan con la máxima implicación, encartando el número 50 de Llengües Vives los días 16 y 26 de septiembre respectivamente, convirtiéndolo en el número más difundido de la historia del boletín (30.000 ejemplares). Aprovechando la ocasión de la edición del número 50, Llengües Vives es invitado a hablar sobre las lenguas minorizadas en los programas "Si més no" y "Escolta la nit" de Catalunya Ràdio.
En el 2006 Llengües Vives edita el CD "Llengües Vives 1996-2006", un trabajo discográfico que celebra los diez años de la publicación. Participan los grupos Non residentz, Marful, Ecléctica Ensemble (Galicia); Mus, K-Nalón, Xera (Asturias), Fermín Muguruza, Sorkun, MAK (País Vasco); Mallacán, L'Orquestina del Fabirol, Eleutroxiloca (Aragón); Massilia Sound System, Mauresca, Gai Saber (Occitania); Sisa & La Verbena Galàctica, Joan Miquel Oliver, Niu (Cataluña).
A partir del número 57 Llengües Vives abre una corresponsalía en Cerdeña (Italia) incorpora la lengua sarda.